# Ísmaro
Na mitologia grega, Ísmaro (em grego: ᾽Ισμαρικός) é a cidade que foi saqueada por Ulisses logo depois que ele e sua tripulação deixaram Troia. localizado na costa sul do Mar Egeu, era famoso na antiguidade pela qualidade do seu vinho, factor este que fez Arquíloco de Paros citar a ilha no seu segundo fragmento.

“Na lança se amassa o pão, na lança o vinho de Ísmaro: bebo na lança recostado.”

## Edições em português
- ARQUILOCO, Fragmentos Poéticos (tradução de Carlos A. Martins de Jesus) Casa da Moeda, Lisboa, 2008.